# Svetište Itsukushima
Svetište Itsukushima (japanski: 姫路城, Itsukushima-jinja; čita se Icukušima-džindža) je šintoistički hramski kompleks na japanskom otoku Itsukushima (Miyajima) na području grada Hatsukaichija, prefektura Hiroshima. Smatra se da su najstarije građevine svetišta podignute u 6. stoljeću, dok današnje, koje predstavljaju skladno posložene zgrade velike umjetničke i tehničke vještine izvedbe japanske arhitekture, datiraju u 12. stoljeće. Naime, Svetište Itsukushima snažnim bojama i oblicima građevina ističe kontrast na dodiru planina i mora, što je u duhu japanskog razumijevanja ljepote krajolika, koje kombinira prirodu i ljudsku kreativnost.  Zbog toga je Svetište Itsukushima 1996. god. upisano na UNESCO-ov popis mjesta svjetske baštine u Aziji.

## Vjerski značaj
Svetište Icukušima je posvećeno trima kćerkama Susanoa, japanskog boga mora i oluja, te brata velikog boga sunca, Amaterasua (službenog božanstva carske kuće). Zbog njegove planine Misen, koja je najviša u cijelom području (530 m), cijeli otok je smatran svetim. Zbog očuvanja njegove čistoće, stoljećima nikome nije bilo dozvoljeno kročiti na njega. Kako bi se ipak dozvolila hodoćašća, naposljetku je izgrađeno svetište u obliku mola (pristaništa), tako da izgleda kako cijelo svetište pluta ispred otoka, te tako predstavlja sponu, ali i granicu, između svetog i profanog. Nadalje, posjetitelji su morali svojim brodicama proći kroz crveni svečani portal (torii) koji je izgrađen u moru ispred hrama.
Čistoća svetišta je tako važna da su carskim dekretom 1878. godine zabranjeni porodi, ali i umiranje u njegovoj blizini. Stoga se i danas trudnice prebacuju na kopno do poroda, kao i jako stari i smrtno bolesni stanovnici. Pokopi na otoku su također strogo zabranjeni.

## Povijest
Prvi zgrade svetišta su vjerojatno podignute 593. godine, iako se prvi put spominju tek 811. godine kada je postalo službeno svetište vojvoda Akija tijekom razdoblja Heian (794. – 1184.). Svetište je više puta bilo uništeno, a današnje datira iz sredine 16. stoljeća, no slijedi dizajn ranijeg iz 1168. godine kada je njegovu obnovu osigurao vojskovođa Taira no Kiyomori.
U blizini glavnog svetišta je pozornica za kazalište Noh, koje je financirao Toyotomi Hidejoshi u kasnom 16. stoljeću. Noh kazališne predstave su od davnina bile način za odavanje počasti bogovima, a ritualna gluma predstavlja ključne događaje u mitološkoj povijesti šintoizma.
Torii izgleda kao da pluta za plime, a za oseke su pristupačna pješice od otoka. Uobičajena praksa za posjetitelje je ostavljati kovanice, kao zalog želja, u pukotinama njegovih nogu. Prikupljanje školjaka u blizini vrata je također popularano za oseke. 
Dana 5. rujna 2004. god., svetište je stradao u tajfunu Songda. Njegov mol i krovovoi su djelomično bili uništeni, a svetište je privremeno bilo zatvoren zbok popravaka.

## Odlike
Svetište se sastoji od glavne zgrade (Honsha), izrađene i sastavljene kako bi se postigao sklad unutar jedinstvenog koncepta dizajna. Zgrada se sastoji od Haraiden (mola), Haiden (molitvena dvorana), Heiden (Hei dvorana) i Honden (glavna dvorana) na osi Otorii. Drugi objekti, svi visoke arhitektonske kvalitete, su dodavani tijekom dugog razdoblja povijesti. 
Arhitektonski stil sjeveru okrenutog Honša i zapadno okrenutih zgrada svetišta Seša Marodo-Džindža, povezanih Kairo (natkrivenim hodnikom), bio je pod utjecajem stila plemićkih stambenih kuća razdoblja Heian. Frontalnim pogledom na zgrade, od Otorii u prvom planu na planinu u pozadini, svetište podsjeća na sklopive japanske paravane. Delikatni oblici zgrada oslikani crveno ispred tamno zelene planine stvorili su markantan sklop oštrih kontrasta boja i volumena.
Dramatična vrata, ili torii, svetišta Itsukushima su jedna od najpopularnijih turističkih atrakcija Japana, ali i najprepoznatljiviji i najslavniji dio svetišta. Iako su izvorno izgrađena na ovom mjestu 1168., trenutačna datiraju iz 1875. godine. Sagrađena su od otpornog kamfor drveta, 16 metara visoka i s četiri noge kako bi bila stabilnija. 
Kao i mnoga druga šintoistička svetišta u koje su ugrađene budističke građevina, svetište Itsukushima je izgubilo mnoge od njih odbijanjem budizma nakon Meiji obnove i ujedinjenja Japana, 1868. godine. Rijetka preživjela u okolnim brdima kao šintoistički spomenici, smatraju se neophodnima za povijest svetišta.

## Galerija
- Budistička pagoda Gojū-no-tō
- Torii za oseke
- Kairo koji povezuje vanjsko i unutarnje svetište
- Unutarnje svetište
- Lotus Sutra iz 1168. god.

## Vanjske poveznice
- Video na službenim stranicama UNESCO-a (engl.)
- Službena stranica turističkog ureda Miyajime  Arhivirana inačica izvorne stranice od 9. listopada 2012. (Wayback Machine) (engl.)
- Miyajima  Arhivirana inačica izvorne stranice od 20. kolovoza 2016. (Wayback Machine) (engl.)
- Itsukushima kakei  Arhivirana inačica izvorne stranice od 9. ožujka 2008. (Wayback Machine) (engl.)